# Herrera (Spanien)
Herrera ist eine Gemeinde in der Provinz Sevilla in Spanien mit 6.566 Einwohnern (Stand: 2024). Sie liegt in der Comarca Sierra Sur in Andalusien und grenzt an die Provinz Córdoba.

## Geografie
Die Gemeinde wird vom Fluss Genil durchflossen. Herrera grenzt an Écija, Estepa, Marinaleda und Puente Genil.

## Geschichte
Während der Römischen Ära existierte hier wahrscheinliche eine Siedlung mit dem Namen Pagus Sigilensis. Der Name Herrera könnte auf Eisenvorkommen hindeuten. Nach der Reconquista befand sich die Gemeinde zuerst im Besitz des Santiagoordens und danach im Besitz der Markgrafschaft Estepa.

## Sehenswürdigkeiten
- Kirche Santiago el Mayor
- Kirche de la Concepción